# Pierre Lemieux (homme politique)
Pour les articles homonymes, voir Lemieux et Pierre Lemieux.
Pierre Lemieux, né le 9 avril 1963 à Embrun, Ontario, est un homme politique canadien. 

## Biographie
Il a été député à la Chambre des communes du Canada, représentant la circonscription de Glengarry—Prescott—Russell de 2006 à 2015, sous la bannière du Parti conservateur du Canada.
Avant de se lancer en politique, il a été membre des Forces canadiennes durant plus de 20 ans. Il a pris sa retraite avec le grade de lieutenant-colonel.
Il a défendu la primauté du mariage traditionnel, entre l'homme et la femme, devant la Chambre des communes. Il est marié et père de 5 enfants.
Lors des élections générales de 2015, il a été défait par Francis Drouin du Parti libéral du Canada.

## Résultats électoraux
|       | Candidat                  | Parti             | # de voix | % des voix |
|       | (sortant) Pierre Lemieux  | Conservateur      | +23 284,  | 36,33 %    |
|       | Francis Drouin            | Libéral           | +34 205,  | 53,38 %    |
|       | Normand Laurin            | NPD               | +05 039,  | 7,86 %     |
|       | Geneviève Malouin-Diraddo | Vert              | +01 143,  | 1,78 %     |
|       | Jean-Serge Brisson        | Parti libertarien | +00412,   | 0,64 %     |
| Total | Total                     | Total             | 64 083    | 100 %      |

|       | Candidat           | Parti        | # de voix | % des voix |
|       | (x) Pierre Lemieux | Conservateur | +28 174,  | 48,8 %     |
|       | Julie Bourgeois    | Libéral      | +17 705,  | 30,67 %    |
|       | Denis A. Séguin    | NPD          | +09 608,  | 16,64 %    |
|       | Sylvie Lemieux     | Vert         | +02 049,  | 3,55 %     |
|       | Jean-Serge Brisson | Libertarien  | +00194,   | 0,34 %     |
| Total | Total              | Total        | 57 730    | 100 %      |

|       | Candidat             | Parti        | # de voix | % des voix |
|       | (x) Pierre Lemieux   | Conservateur | +25 659,  | 47,31 %    |
|       | Dan Boudria          | Libéral      | +19 997,  | 36,87 %    |
|       | Jean-Sébastien Caron | NPD          | +05 674,  | 10,46 %    |
|       | Sylvie Lemieux       | Vert         | +02 908,  | 5,36 %     |
| Total | Total                | Total        | 54 238    | 100 %      |

| Élection fédérale canadienne de 2006 |               |                      |        |        |    |
|                                      | Parti         | Candidat             | Votes  | %      | ±% |
|                                      | Conservateur  | Pierre Lemieux       | 22 990 | 41,6 % |    |
|                                      | Libéral       | René Berthiaume (en) | 22 787 | 41,2 % |    |
|                                      | Néo-démocrate | Jo-Ann Fennessey     | 7 049  | 12,7 % |    |
|                                      | Vert          | Bonnie Jean-Louis    | 2 494  | 4,5 %  |    |